# 張綸 (隆武恩貢)
張綸（16世紀—17世紀），字道羽，福州府閩縣人，南明政治人物。

## 生平
張綸是隆武元年（1645年）的恩貢，隆武帝看到他的試策，認為其文真實經濟，可以施行，並選為庶萃士，獲授國子博士，與艾逢節共事。福京失陷後他不再出仕，為父母守喪後一夜白頭，終身不吃肉喝酒，清朝朝廷不能處理他的田租，寫下作品也沒有留傳。

## 引用
1. 1 2  錢海岳《南明史·卷四十四·列傳第二十》：同（艾逢節）時冑監之可紀者：張綸，字道羽，閩縣人。隆武元年恩貢。上見其試策，謂為真實經濟，可措施行。與十義士同選庶萃士，授國子博士。
2. ↑  《福建通志列傳選·卷六》：張綸字道羽，閩縣人。唐王入閩，以恩貢生試策；王謂其真實經濟可措施行，授國子監博士。
3. ↑  錢海岳《南明史·卷四十四·列傳第二十》：福京亡，杜門不仕。居父母喪，一辰毀骨立鬚髮盡白。服終不茹酒肉終身。有田租自給，國亡後，佃逋過半，竟不肯治。
4. ↑  《福建通志列傳選·卷六》：唐王敗，杜門掃軌。居父母喪，哀毀骨立，須發為白。服闋，猶不茹酒肉終其身。有田租自給；兵荒後，佃逋過半，綸終不肯治之。初為諸生，積餼金二十年，置田若干畝；供宗祠祭祀外，周族人不足者。析產，以膏腴讓弟縉，人咸多焉。著述甚富，皆韜藏不出。